# Операція «Драгун»
Операція «Драгун» (15 серпня — 14 вересня 1944) — морська десантна операція, висадка військ союзників у південній Франції між містами Тулон та Канни. Операція «Драгун» стала найбільшим морським десантуванням у Середземномор'ї: всього американськими та французькими військами було висаджено 21 дивізію.
В результаті операції південь Франції був звільнений від німецьких військ.
Операція «Драгун» мала на меті визволити глибоководні порти Пв.-Сх. узбережжя Франції та зв'язати війська противника. Стартувала місія 15 серпня 1944. Аби не потрапити під вогонь противника що окопався в районі Тулона війська союзників висадилися між містами Борм та Сан-Рафаель. 5-тьом тис. парашутистів дали завдання взяти під контроль стратегічну автотрасу у долини Рона та блокувати нім. війська. Далі за планом звільнити порти Марсель і Тулон.
Від самого ранку 15 серпня не припиналося бомбардування з повітря. Потім за справу взялася корабельна артилерія. У результаті 50 тис. солдатів висадилися на узбережжя.
На півночі та півдні групи військ Розі та Ромео перерізали шляхи підкріплення противника. Американський генерал Траскот командував основними силами «Кодак», ті у свою чергу були розподілені на 3 групи: «Альфа», «Дельта» та «Кемел» і висадилися в різних місцях.
Морський десант підтримала флотилія з 220 американських та англійських бойових кораблів, що прибули з пн. Африки, Корсики та Пд. Італії. Їхні противники — чверть мільйона нім. солдатів не змогли дати відсіч і ввечері 15 серпня вже близько 100.000 солдатів союзників закріпилися на плацдармі. Війська союзників швидко розгортали наступ, 21 серпня вони звільнили Ексанпрованс.
Нім. війська були вимушені здатися, утім у Марселі та Тулоні все ж пройшли запеклі бої.